# Église Saint-Maurice d'Aigle
Pour les articles homonymes, voir Église Saint-Maurice.
L'ancienne église Saint-Maurice, dite aussi église du Cloître, est aujourd'hui un temple calviniste situé à Aigle, en Suisse. La paroisse est membre de l'Église évangélique réformée du canton de Vaud.

## Histoire
L'édifice dessert à l'origine un prieuré, peut-être fondé par les moines de Saint-Maurice, mais dont le couvent de Saint-Martin d'Ainay, réclame également la propriété aux XIIe et XIIIe siècles. Aujourd'hui encore le quartier, situé au pied du château, porte le nom de « Cloître », même si le prieuré a été supprimé en 1528.
L'église, reconstruite vers la fin du Moyen Âge sur des fondations romanes, a laissé apparaître, lors de fouilles archéologiques en 1899, une ancienne nef rectangulaire et une abside semi-circulaire. Durant le dernier quart du XVe siècle, sans doute sur ordre donné par Leurs Excellences de Berne en 1482, la nef est remaniée et flanquée de chapelles irrégulières voûtées en berceaux transversaux, formant comme des bas-côtés. L'on reconstruit également les voûtes d'ogives en style gothique, retombant sur des culots, les clefs de voûte portent le monogramme IHS, l'Agnus Dei, les armes de Berne, ville impériale, et celles de Thomas Schoeni, gouverneur d'Aigle de 1482 à 1486.
Peu après, suit la construction du chœur, avec une travée droite et une abside à cinq pans, dont les colonnes engagées se rejoignent en une clef timbrée des armes de Jean Fournier de Marcossey, protonotaire apostolique, peut-être prieur d'Aigle vers 1480. L'ouvrage est à attribuer sans doute au maître maçon Jean Vaulet-Dunoyer,. À l'ouest, le clocher, probablement d'origine romane, est percé de baies en plein cintre, jumelées, et coiffé d'une flèche de pierre octogonale.
Le temple est inscrit comme bien culturel suisse d'importance nationale.
L'église est devenue temple réformé en 1528 et a subi de nombreuses restaurations.

## Architecture
Porte d'entrée à fronton brisé de 1663. Alors que les stalles datent de la fin du XVIIe siècle, la chaire est de 1901. L'orgue actuel, un Metzler de 1945, a remplacé en 1963 un instrument de 1879. Vitraux de 1900-1901, par Edouard Hosch, selon des dessins de Frédéric Rouge. Cloche 1430,.